# Epiphyllum hookeri
Az Epiphyllum hookeri egy epifita kaktusz, mely széles elterjedésű és kultúrában is megtalálható, de ott kevéssé elterjedt, éjjel virágzó faj.

## Elterjedése és élőhelye
Mexikó, Belize, Guatemala, Honduras, Costa Rica, Észak-Venezuela, Guyana, Trinidad és Tobago, a tengerszinttől 2300 m tszf. magasságig

## Jellemzői
2–3 m magas növény, hajtásai legfeljebb 90 mm szélesek, világoszöldek. Virágai nem illatosak, 170–230 mm hosszúak, 100–150 mm átmérőjűek, a pericarpium zöld, valamelyest görbült. A virágtölcsér 110–130 mm hosszú, pikkelyek borítják, zöldes színű, apró vöröses pontokkal. A külső szirmok kicsik, zöldes-rózsaszínűek, a belső szirmok szintén kisméretűek, 50 mm hosszúak, fehérek. A porzók fehérek, a bibeszál rózsaszínű, a bibepárna sárga. Termése megnyúlt, vörös bogyó, valamelyest görbült. Magjai feketék.

## Rokonsági viszonyai
Megjelenésében a növény emlékeztet az Epiphyllum phyllanthus fajra, azonban virágai sokkal nagyobbak, a szirmok hosszúak, a tölcsér csak mintegy kétszer olyan hosszú, mint a szirmok. A fajt korábban Epiphyllum strictum, Epiphyllum ruestii és Epiphyllum phyllanthus ssp. hookeri néven is leírták.